# Protexarnis velifera
Protexarnis velifera là một loài bướm đêm trong họ Noctuidae.